# Жеври
Жеври (фр. Gevry) насеље је и општина у источној Француској у региону Франш-Конте, у департману Јура која припада префектури Доле.
По подацима из 2011. године у општини је живело 660 становника, а густина насељености је износила 124,29 становника/km². Општина се простире на површини од 5,31 km². Налази се на средњој надморској висини од 197 метара (максималној 198 m, а минималној 192 m).

## Демографија
| 1962. | 1968. | 1975. | 1982. | 1990. | 1999. | 2011. |
| ----- | ----- | ----- | ----- | ----- | ----- | ----- |
| 365   | 417   | 498   | 628   | 595   | 626   | 660   |

График промене броја становника у току последњих година